# ホーマー・リッツェンバーグ
ホーマー・ローレンス・リッツェンバーグ（Homer Laurence Litzenberg, 1903年1月8日 - 1963年6月27日）は、アメリカの軍人。アメリカ海兵隊に所属し、バナナ戦争におけるハイチの占領任務や第二次世界大戦、朝鮮戦争などに従軍した。最終階級は中将(Lieutenant General)だが、これは彼の勇敢さを称えて退役時に特例として送られたものである。1959年5月31日、37年勤務した海兵隊を退役する。最後の職名は海兵隊監察官(Inspector General of the Marine Corps)であった。彼の名は長津湖の戦いにおける第7海兵連隊の指揮官として特に知られている。

## 経歴

### 若年期
1903年、リッツェンバーグはペンシルベニア州スティールトンに生まれた。フィラデルフィアで高校を卒業した後、ペンシルバニア州兵に2年間勤務した。
彼の海兵隊歴は兵卒として始まった。1922年にパリスアイランド志願兵訓練所を卒業し、二等兵(private)となる。その後は当時米国の占領下にあったハイチにて勤務し、1925年2月19日までに少尉(Second Lieutenant)へ昇進した。1928年と1929年にはニカラグアへの遠征にも参加している。
1933年、フォート・ベニングの陸軍歩兵学校を卒業し、その後の2年間をフィラデルフィアにて海兵予備大隊の教官として過ごす。続く2年間にはグアムにて知事補佐官、警察長官、民兵顧問総監などを務めた。1938年から1943年、1944年9月から1946年5月までの2度にわたり、彼はワシントンD.C.の様々な部局に勤務した。

### 第二次世界大戦
第二次世界大戦が始まると、少佐に昇進していたリッツェンバーグはアメリカ海軍艦隊司令官本部(Headquarters, Commander in Chief, U.S. Fleet)付勤務となり、戦争遂行におけるイギリスとの協同を調整する為にイングランドに派遣された。1942年11月にはフランス領モロッコ・カサブランカへの上陸に参加している。
アメリカに帰国したリッツェンバーグは第4海兵師団第24海兵連隊第3大隊の指揮官となる。さらにその後、連隊監督将校(regimental executive officer)としてロイ＝ナムル島、クェゼリン環礁、マーシャル諸島などに対する攻撃に参加し、この折に1つ目の銀星章を受章している。1944年3月には第5水陸両用軍団に作戦支援士官(Assistant Operations Officer)として配置され、サイパンの戦いやテニアンの戦いに参加した。

### 朝鮮戦争
1946年6月、第7艦隊の司令官幕僚(Staff of Commander)に任命される。あわせて艦隊付連絡将校(Liaison Officer)の肩書きも付与され、陸軍のジョージ・マーシャル将軍と共に南京の中華民国国防部庁舎に駐在した。1947年2月、作戦士官(Plans Officer)および西太平洋海軍司令官幕僚付海兵隊士官(Marine Officer on the Staff of Commander, Naval Forces Western Pacific)に就任する。1948年8月、国防大学に出席するためにワシントンに戻る。1949年5月、ノースカロライナ州のキャンプ・レジューンにて第2海兵師団第6海兵連隊の連隊長に就任した。1950年8月17日、彼はカリフォルニア州のキャンプ・ペンドルトンにて新設された第7海兵連隊の連隊長に就任した。1950年9月1日、第7海兵連隊は朝鮮戦争只中の朝鮮半島へ派遣され、以後仁川上陸作戦や長津湖の戦いなどの激戦に参加した。その戦功から、リッツェンバーグは海軍十字章を授与されている。

### 戦後
1951年4月、米本土に帰国し、ワシントンDCの海兵隊司令部に勤務する。同年12月、司令官付の法務補佐(Legal Aide)および法制顧問(Legislative Counsel)に任命される。さらにバージニア州クワンティコの海兵隊開発センター(Marine Corps Development Center)の所長、第3海兵師団師団長補佐、大西洋艦隊付海兵隊司令官補佐などを歴任した。1954年10月、海兵隊司令部にて監察官(Inspector General)に就任し、13ヶ月間務めた。
1955年12月1日から1956年5月11日までキャンプ・レジューン司令官、1956年5月12日から1957年3月14日まで、パリスアイランド訓練所司令官を務めた。その後、再び朝鮮半島に派遣され、国連休戦協定委員の1人として板門店での交渉に参加した。帰国後の1957年12月7日より海兵隊総司令部にて海兵隊監察官の職に付き、1959年5月31日の退役まで務めた。
1963年6月27日死去。アーリントン国立墓地に埋葬された。

## 受章
リッツェンバーグは次の勲章等を受章した。
| Bronze oak leaf cluster · Gold star |  |                         |                                         |
| V                                   |  | Bronze oak leaf cluster | Bronze star · Bronze star               |
|                                     |  |                         |                                         |
|                                     |  | Bronze star             | Bronze star · Bronze star · Bronze star |
|                                     |  |                         | Bronze star · Bronze star · Bronze star |
|                                     |  |                         |                                         |

| 海軍十字章                 | 海軍十字章                 | 海軍十字章                 | 海軍十字章             | 殊勲十字章             | 殊勲十字章             | 殊勲十字章                       | 殊勲十字章                       | 銀星章                           | 銀星章                       | 銀星章                       | 銀星章                       |
| レジオン・オブ・メリット   | レジオン・オブ・メリット   | レジオン・オブ・メリット   | 海軍・海兵隊褒章メダル | 海軍・海兵隊褒章メダル | 海軍・海兵隊褒章メダル | 陸軍褒章メダル                   | 陸軍褒章メダル                   | 陸軍褒章メダル                   | 海軍大統領殊勲部隊章         | 海軍大統領殊勲部隊章         | 海軍大統領殊勲部隊章         |
| 海兵隊善行章               | 海兵隊善行章               | 海兵隊善行章               | 海兵隊遠征メダル       | 海兵隊遠征メダル       | 海兵隊遠征メダル       | ニカラグア戦線記念記章           | ニカラグア戦線記念記章           | ニカラグア戦線記念記章           | 中国従軍記章                 | 中国従軍記章                 | 中国従軍記章                 |
| アメリカ防衛従軍記章       | アメリカ防衛従軍記章       | アメリカ防衛従軍記章       | アメリカ従軍記章       | アメリカ従軍記章       | アメリカ従軍記章       | 欧州・アフリカ・中東戦線記念記章 | 欧州・アフリカ・中東戦線記念記章 | 欧州・アフリカ・中東戦線記念記章 | アジア・太平洋戦線記念記章   | アジア・太平洋戦線記念記章   | アジア・太平洋戦線記念記章   |
| 第二次世界大戦戦勝記念記章 | 第二次世界大戦戦勝記念記章 | 第二次世界大戦戦勝記念記章 | 海軍占領任務記章       | 海軍占領任務記章       | 海軍占領任務記章       | 国土防衛従軍章                   | 国土防衛従軍章                   | 国土防衛従軍章                   | 朝鮮戦争従軍記章             | 朝鮮戦争従軍記章             | 朝鮮戦争従軍記章             |
| 雲麾勲章（中華民国）       | 雲麾勲章（中華民国）       | 雲麾勲章（中華民国）       | 太極武功勳章（韓国）   | 太極武功勳章（韓国）   | 太極武功勳章（韓国）   | 大韓民国大統領殊勲部隊章（韓国） | 大韓民国大統領殊勲部隊章（韓国） | 大韓民国大統領殊勲部隊章（韓国） | 国連メダル朝鮮戦争章（国連） | 国連メダル朝鮮戦争章（国連） | 国連メダル朝鮮戦争章（国連） |